# Déda község
Déda község (románul: Comuna Deda) község Maros megyében, Romániában. Központja Déda, beosztott falvai Dédabisztra, Füleháza, Maroskövesd.

## Népessége
A 2011-es népszámlálás adatai alapján a község népessége 4113 fő volt.